# (38685) 2000 QP9
2000 كيو بي 9 (ويعرف أيضًا باسم (38685) 2000 كيو بي 9 وفق تسمية الكوكب الصغير) (بالإنجليزية: 2000 QP9)‏ هو كويكب ضمن حزام الكويكبات؛ وترتيبه 38685 من حيث الاكتشاف.
اكتُشف هذا الجُرم الفلكي بواسطة Peter Kušnirák ‏ في 26 أغسطس 2000.

## وصلات خارجية
- (38685) 2000 QP9 في قاعدة بيانات مختبر الدفع النفاث لأجرام النظام الشمسي الصغيرة

- الاكتشاف · مخطط المدار ·  العناصر المدارية · المعلمات المادية

- (38685) 2000 QP9 على موقع ويكي سكاي: DSS2, SDSS, GALEX, IRAS, Hydrogen α, X-Ray, Astrophoto, Sky Map, Articles and images